# Katt Williams

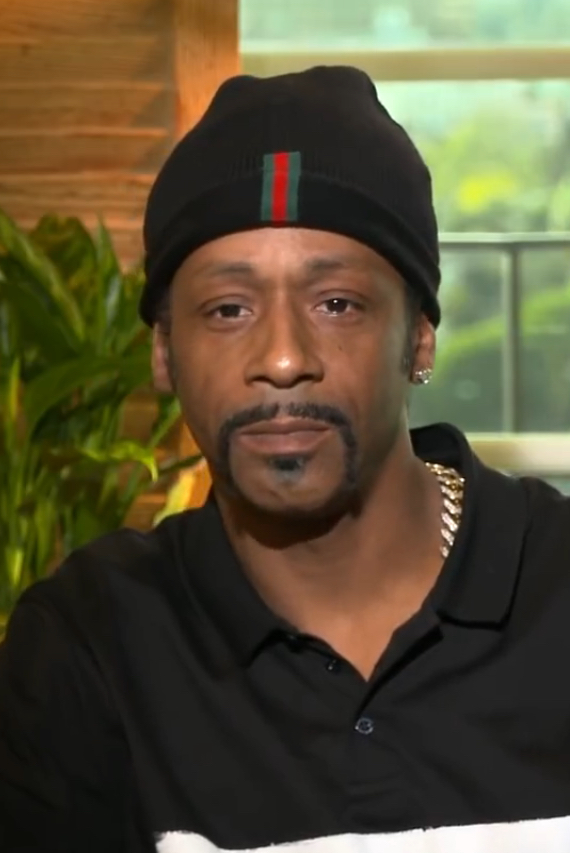
Katt Williams

Micah Sierra „Katt“ Williams (* 2. September 1971 in Cincinnati, Ohio) ist ein US-amerikanischer Comedian, Schauspieler und Rapper. Er ist Teil der Hip-Hop-Crew The Diplomats.

## Leben

### Privatleben
Micah Sierra „Katt“ Williams ist der Sohn eines ehemaligen Mitglieds der Black Panther Party. Williams wuchs in Dayton, Ohio auf. Mit 13 zog er mit seinem Hund Rasha von zu Hause aus und ging nach Florida, um seinen Idolen Bill Cosby, Darnell Allen und Richard Pryor nachzueifern und ein Comedian zu werden. Zunächst arbeitete er als Straßenverkäufer. In seinen Teenagerjahren verfeinerte er seine Kunst unter anderem im Kreise der Stand-Up Comedians von Florida, North Carolina, Oklahoma, New Orleans und Sacramento. Er hat sieben Kinder, von denen sechs adoptiert sind.

### Karriere
Williams Durchbruch kam im Sommer 1999, als er Cedric the Entertainers Anheuser-Busch „Best Los Angeles Comics“-Award gewann. Dieser Erfolg brachte ihm die Rolle des 'Money Mike' im Film Friday After Next. Diese Rolle spielte er ebenfalls 2005 am Anfang eines Musikvideos zu „Lighters Up“ von Lil’ Kim. Im Jahre 2001 wurde er bei dem Comedy-Festival Juste pour rire in Montreal zu einem der „Neuen Gesichter“ gewählt. Bevor er auf der Bühne in Kanada Fuß fasste, zog er einen umfassenden Deal mit NBC Studios und D(dot)nell Productions an Land. Im Oktober 2002 hatte er ein Vorsprechen bei 20th Century Fox für eine Rolle bei NYPD Blue, die ihm sofort angeboten wurde. Im April 2003 scheiterte er mit einer Pilotfolge einer Serie von Tracy Morgan, die als Midseason-Replacement bei NBC ins Programm genommen wurde, aber letzten Endes wieder abgesetzt wurde.
In einer Episode der The Boondocks-Fernsehserie übte er die Sprechrolle der Figur A Pimp Named Slickback aus. Williams trat auch in Sitcoms wie What’s Up, Dad? und Cuts in Erscheinung und war regelmäßig zu Gast bei Nick Cannons MTV-Show Wild ’N Out. Im Jahre 2003 trat er auf in Musikvideos  von Nick Cannons Gigolo, in One Night Stand des Rapper E-40, in Stand-up von Ludacris und im Jahre 2004 in OutKasts Roses, Suga Frees Thinkin’ und Ludacris Pimpin All Over The World. Die jüngsten Musikvideos, in denen er auftrat, waren Nick Cannons Dime Piece, Ice Cubes Go To Church und Lil Scrappys Money in da Bank.
Er rappte mit The Game in dem Mixtape Ghost Unit, mit Chamillionaire in dem Song Roll Call, der auf dem Album Mixtape Messias veröffentlicht wurde und mit Snoop Dogg.
2006 erzielte er einen großen Erfolg mit seinem Stand-Up Comedy The Pimp Chronicles Pt. 1. Am 12. November 2006 war er Gastgeber der ersten BET Hip Hop Awards, die am 15. November 2006 gesendet wurden. Am 18. November 2006 trat Williams bei einem Konzert von Prince als musikalischer Gast auf.
Im November 2007 gab Williams den 29. Januar 2008 als Veröffentlichungsdatum seines Debütalbums It’s Pimpin’ Pimpin’ in den USA bekannt. Im Studio saß Williams unter anderen mit Snoop Dogg, 50 Cent und Paul Wall.
Im 2008 veröffentlichten Grand Theft Auto IV ist Williams mit mehreren Auftritten in einem Comedy Club im Spiel zu sehen, wobei er sich selbst synchronisiert und das Motion Capturing durchgeführt hat.

## Filmografie (Auswahl)
- 2002: New York Cops – NYPD Blue – Maya Con Dios
- 2002: Friday After Next
- 2003: The Tracy Morgan Show (Fernsehserie)
- 2004: What’s Up, Dad? – Class Reunion
- 2004: What’s Up, Dad? – The Return of Bobby Shaw
- 2004: Behind the Smile
- 2005: Treasure n tha Hood
- 2005: What’s Up, Dad? – Michael Sells the Business
- 2005: Volltreffer – Ein Supercoach greift durch / Rebound
- 2005: The Boondocks – Guess Hoe’s Coming to Dinner
- 2005: Girlfriends – Sleeping Dogs
- 2005: Cuts – Mack Daddies (2005)
- 2005: Cuts – Blinging in the New Year
- 2007: Nick Cannon Presents: Short Circuitz (Fernsehserie)
- 2007: Fantastic Movie
- 2007: Norbit (2007)
- 2007: Das perfekte Weihnachten (The Perfect Holiday)
- 2008: First Sunday
- 2010: 9 Lives
- 2012: Kattpacalypse
- 2017: Wer ist Daddy?
- 2018: Great America – Netflix Comedy Special
- 2018: Atlanta (Fernsehserie)
- 2019: Black-ish (Fernsehserie)
- 2020: The Last O.G. (Fernsehserie)
- 2021: The House Next Door: Meet the Blacks 2
- 2022: Atlanta (Fernsehserie)
- 2025: One of Them Days

## Diskografie

### Studioalben
- mit DJ Whookid, Snoop Dogg, G-Unit und 50 Cent: It’s Pimpin’ Pimpin’ (2008)

### Mixtapes und Live-Alben
- Live: Let a Playa Play (2006)
- Diplomats Sampler More Than Music.2 JR.Writer feat.Katt Williams: Get That Money (2007)
- DJ Drama And Katt Williams - All Hail The King (Gangsta Grillz Special Edition) (2007)